# 쥐잉즈
쥐잉즈(중국어 정체자: 鞠盈智, 광둥어 예일: Jū Yíngzhì, 1987년 7월 24일~ )은 홍콩의 축구 선수로 현재 서던에서 공격형 미드필더로 뛰고 있다.